# Grisin à croupion roux
Euchrepomis callinota
Espèce
Répartition géographique
Statut de conservation UICN

LC : Préoccupation mineure
Le Grisin à croupion roux (Euchrepomis callinota) est une espèce d'oiseaux de la famille des Thamnophilidae.

## Liste des sous-espèces
Selon la classification de référence du Congrès ornithologique international (15.1, 2025) ordre phylogénétique :
- E. c. callinota (Sclater, 1855) — cordillère de Talamanca et Andes boréales ;
- E. c. peruviana (Meyer de Schauensee, 1945) — centre du Pérou ;
- E. c. venezualana (Phelps & Phelps, 1954) — serranía de Perijá, serranía de Perijá et cordillère de Mérida ;
- E. c. guianensis (Blake, 1949) — monts Acarai, Suriname et mont Édouard (Guyane).

## Systématique
Le nom valide complet (avec auteur) de ce taxon est Terenura callinota (P.L.Sclater, 1855).
L'espèce fut initialement classée dans le genre Formicivora sous le protonyme Formicivora callinota Sclater, 1855.
Ce taxon porte en français le nom vernaculaire ou normalisé suivant : Grisin à croupion roux.
Terenura callinota a pour synonymes :
- Euchrepomis callinota callinota
- Euchrepomis callinota (P.L.Sclater, 1855)
- Formicivora callinota Sclater, 1855